# Bernardo Monreal
Bernardo Monreal Pacheco (* um 1966) ist ein mexikanischer Badmintonspieler.

## Karriere
Bernardo Monreal gewann 1993 bei den Zentralamerika- und Karibikspielen sowohl Bronze im Herrendoppel als auch im Mixed. 1999 nahm er an den Weltmeisterschaften teil. Ein Jahr später siegte er im Herrendoppel bei den Argentina International.

## Sportliche Erfolge
| Saison | Veranstaltung                     | Disziplin    | Platz | Name                                |
| ------ | --------------------------------- | ------------ | ----- | ----------------------------------- |
| 1993   | Zentralamerika- und Karibikspiele | Mixed        | 3     | Bernardo Monreal / Norma Hernandez  |
| 1993   | Zentralamerika- und Karibikspiele | Herrendoppel | 3     | Luis Lopezllera / Bernardo Monreal  |
| 1999   | Weltmeisterschaft                 | Mixed        | 33    | Bernardo Monreal / Gabriela Melgoza |
| 1999   | Weltmeisterschaft                 | Herrendoppel | 33    | Luis Lopezllera / Bernardo Monreal  |
| 2000   | Argentina International           | Herrendoppel | 1     | Luis Lopezllera / Bernardo Monreal  |